# Mühlenmuseum Lemkenhafen

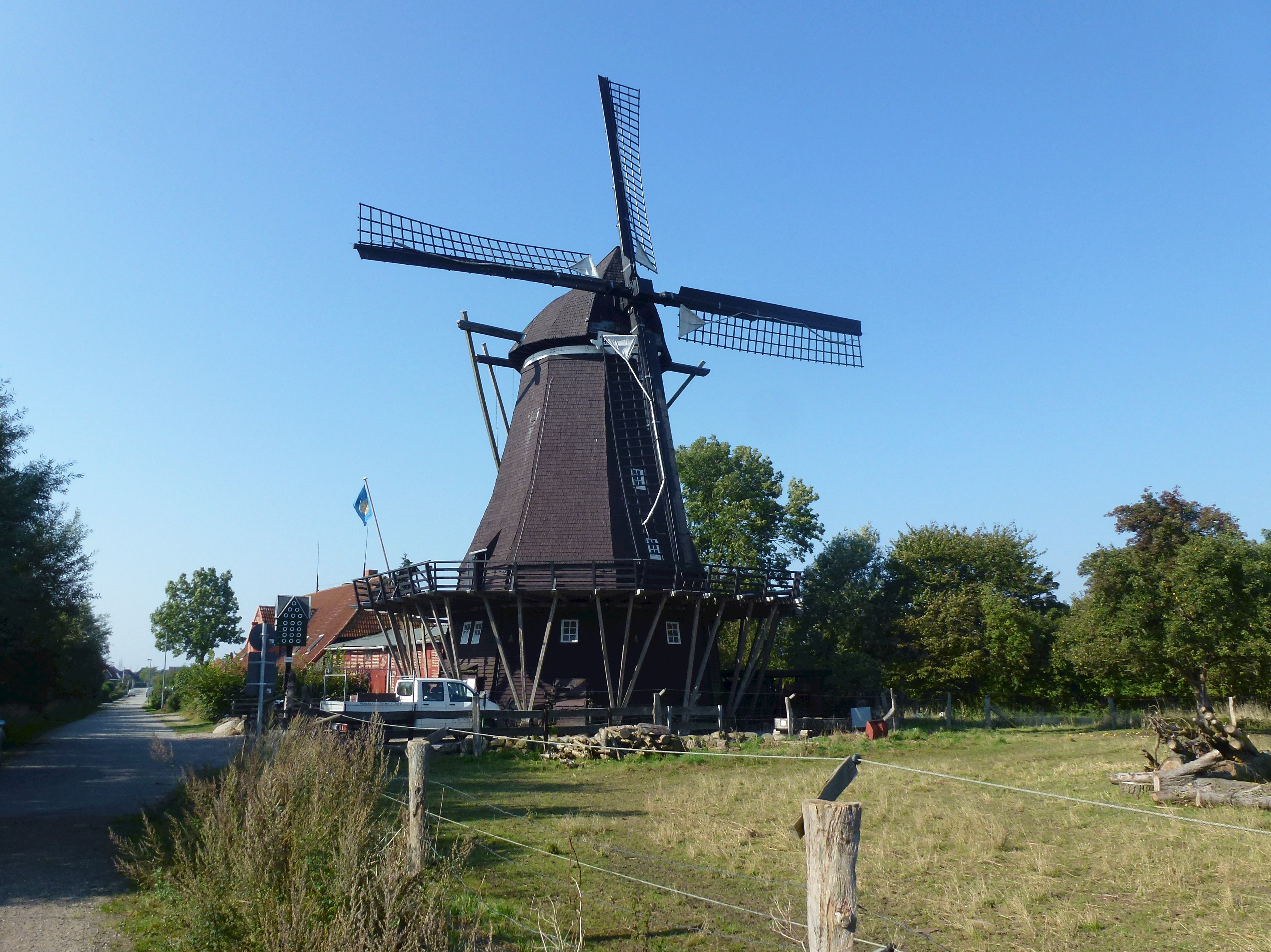
Windmühle Lemkenhafen, 2014

Das Mühlenmuseum Lemkenhafen befindet sich in der alten Segelwindmühle „Jachen Flünk“ in Lemkenhafen auf der Insel Fehmarn im Kreis Ostholstein in Schleswig-Holstein. Das unter Denkmalschutz stehende Bauwerk enthält seit 1961 ein Mühlen- und Landwirtschaftsmuseum.

## Geschichte
Die Mühle „Jachen Flünk“ ist eine Holländerwindmühle, die der Kornhändler und Schiffsreeder Joachim Rahlff (1756–1830) im Jahr 1787 erbauen ließ. Das auf Fehmarn angebaute Getreide wurde in der Mühle zu Grütze und Graupen vermahlen und dann gewinnbringend in die nordischen Länder exportiert. Den Namen „Jachen Flünk“, benannt nach einem ehemaligen Besitzer, erhielt die Mühle um 1848. Zur Jahrhundertwende 1900 waren in der Mühle fünf bis sechs Gesellen sowie weitere Hilfskräfte beschäftigt. In der ersten Hälfte des 20. Jahrhunderts lief das Müllergeschäft nicht mehr so gut und 1954 wurde der Betrieb eingestellt.
Abriss drohte und 1958 wurde „Jachen Flünk“ vom Land Schleswig-Holstein übernommen. Es folgte eine umfangreiche Sanierung, wobei die Maschinerie wieder funktionstüchtig gemacht wurde. Danach wurde „Jachen Flünk“ dem Verein zur Sammlung Fehmarnscher Altertümer e. V. übergeben und unter Denkmalschutz gestellt. Seit dem 16. Juni 1961 steht die Mühle als Mühlen- und Landwirtschaftsmuseum der Öffentlichkeit zur Verfügung. Heute ist „Jachen Flünk“ die älteste komplett erhaltene, und mit Windsegeln funktionstüchtige, Windmühle Schleswig-Holsteins.

## Bilder der Mühle

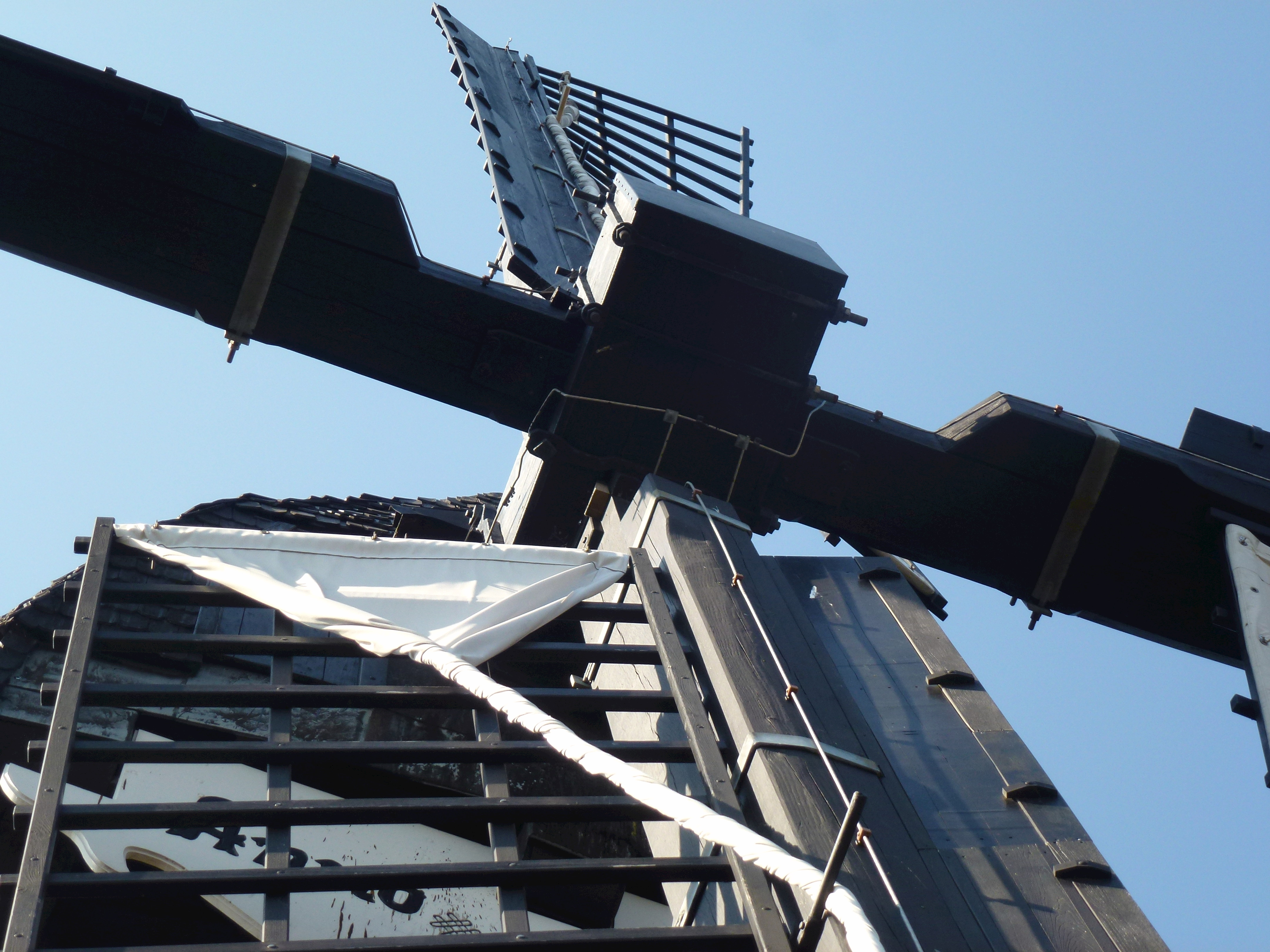
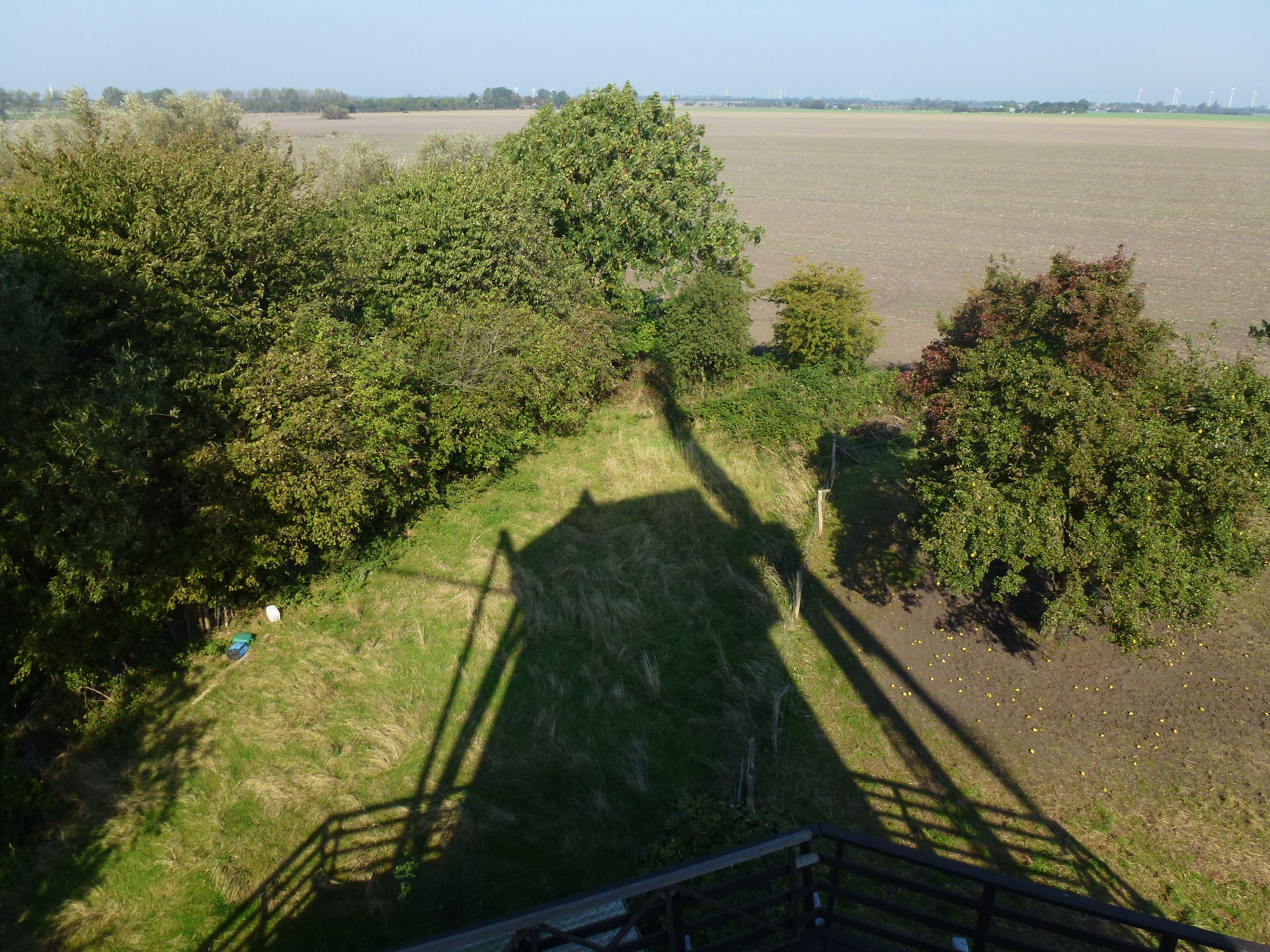
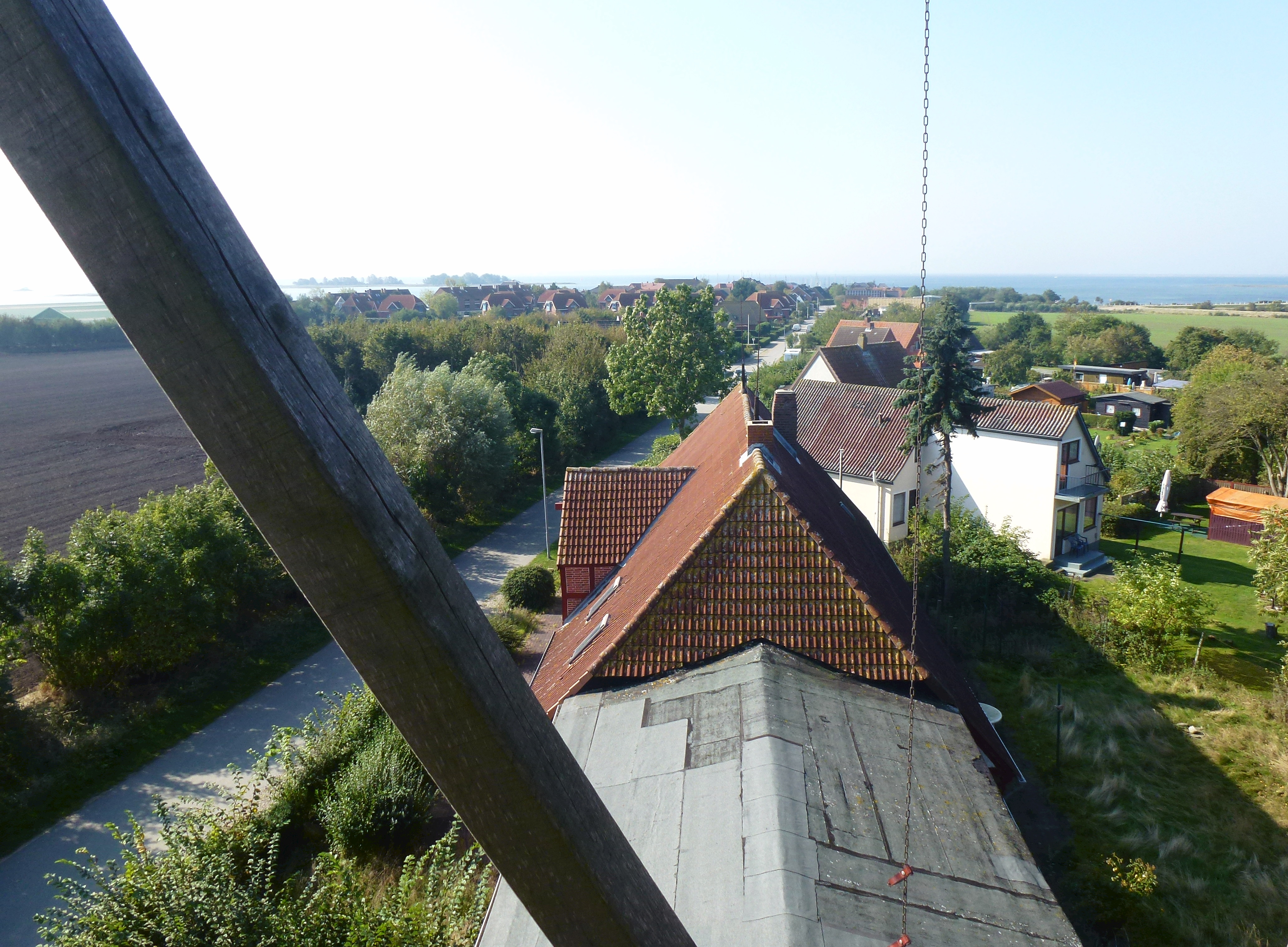
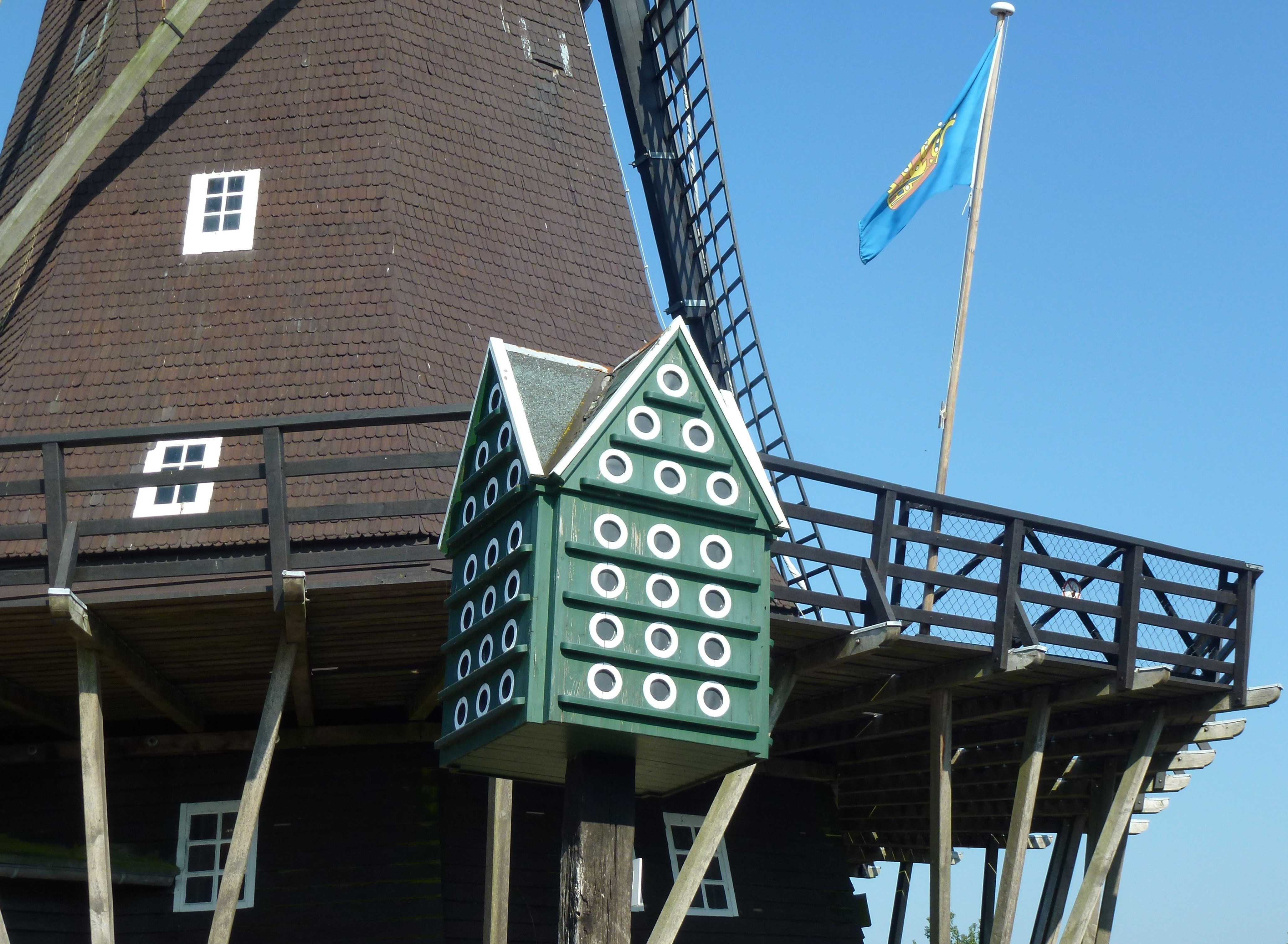

## Museum
In den Jahren 1964 bis 1965 wurden fünf der sechs Böden (Stockwerke) der Mühle und der anliegende Speicher zu einem Museum umgebaut. Hier können Besucher die historische Maschinerie der Mühle betrachten, sowie über ihre Geschichte erfahren und die Müller, die sie betrieben. Außerdem werden Modelle von Fehmarner Bauernhöfen und eine komplett eingerichtete Schmiede gezeigt. Landwirtschaftliche Geräte, historische Dokumente und alte Fotografien illustrieren das damalige Leben und die Arbeit der Menschen auf Fehmarn.

## Bilder des Museums

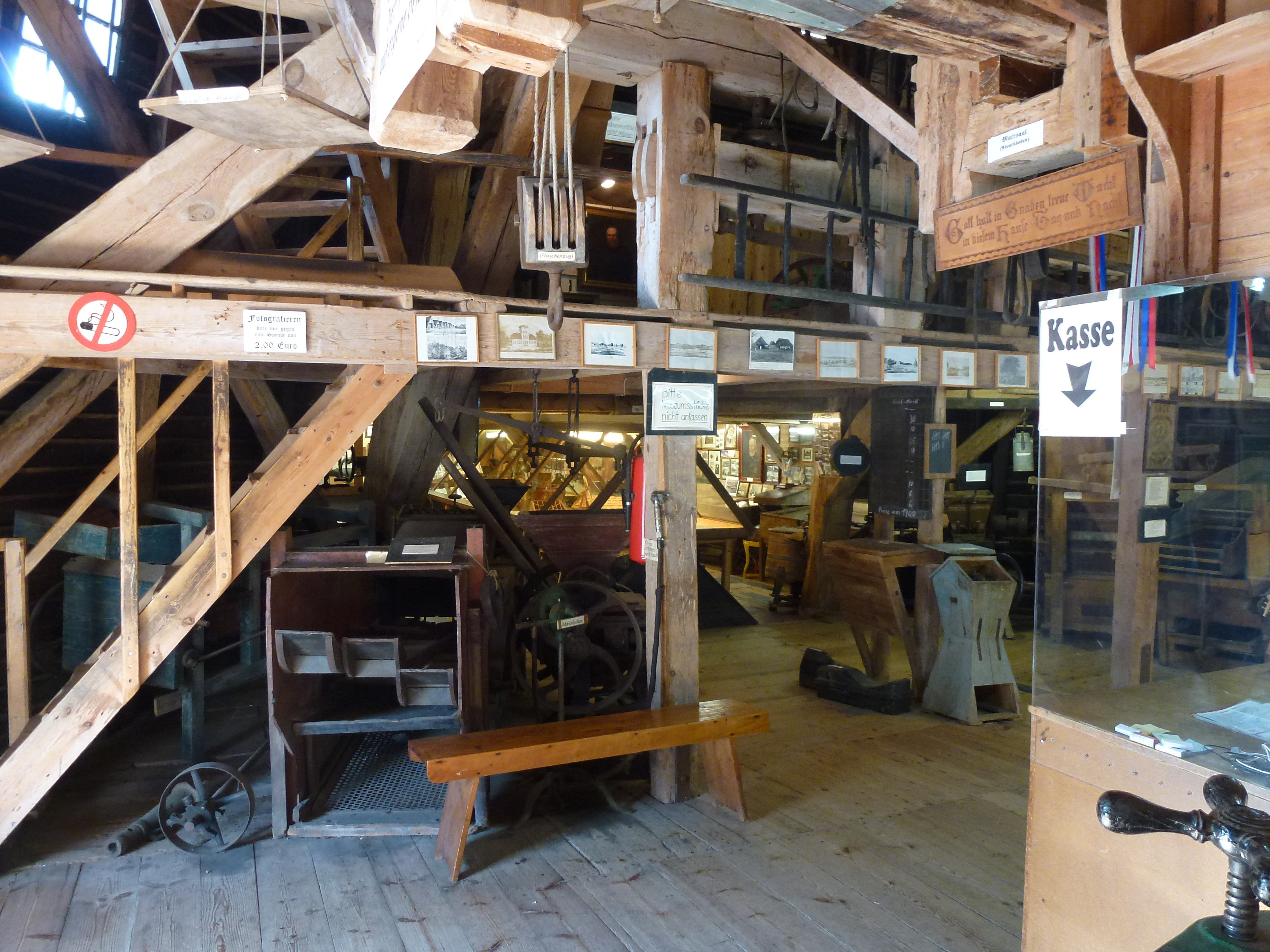
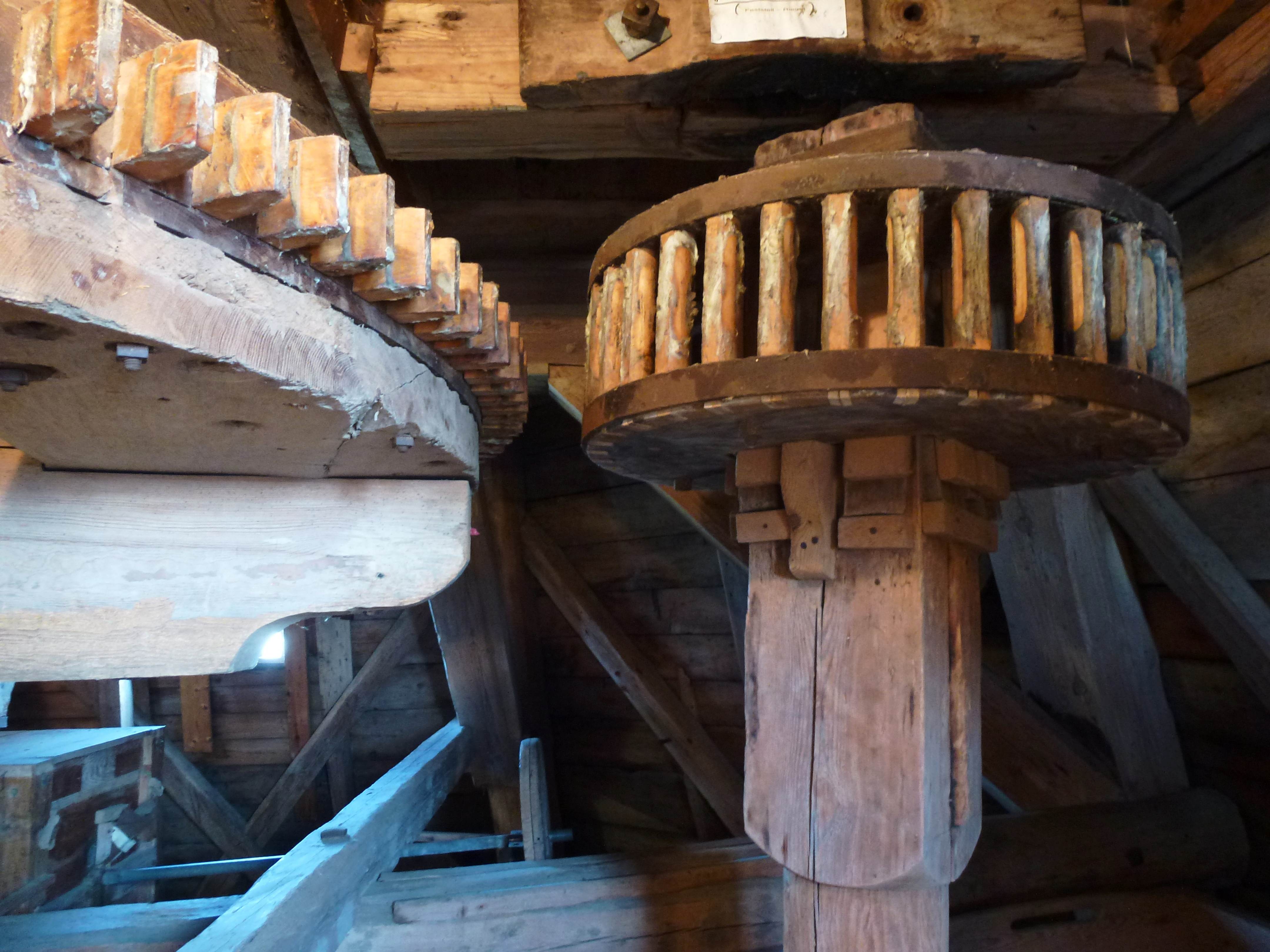
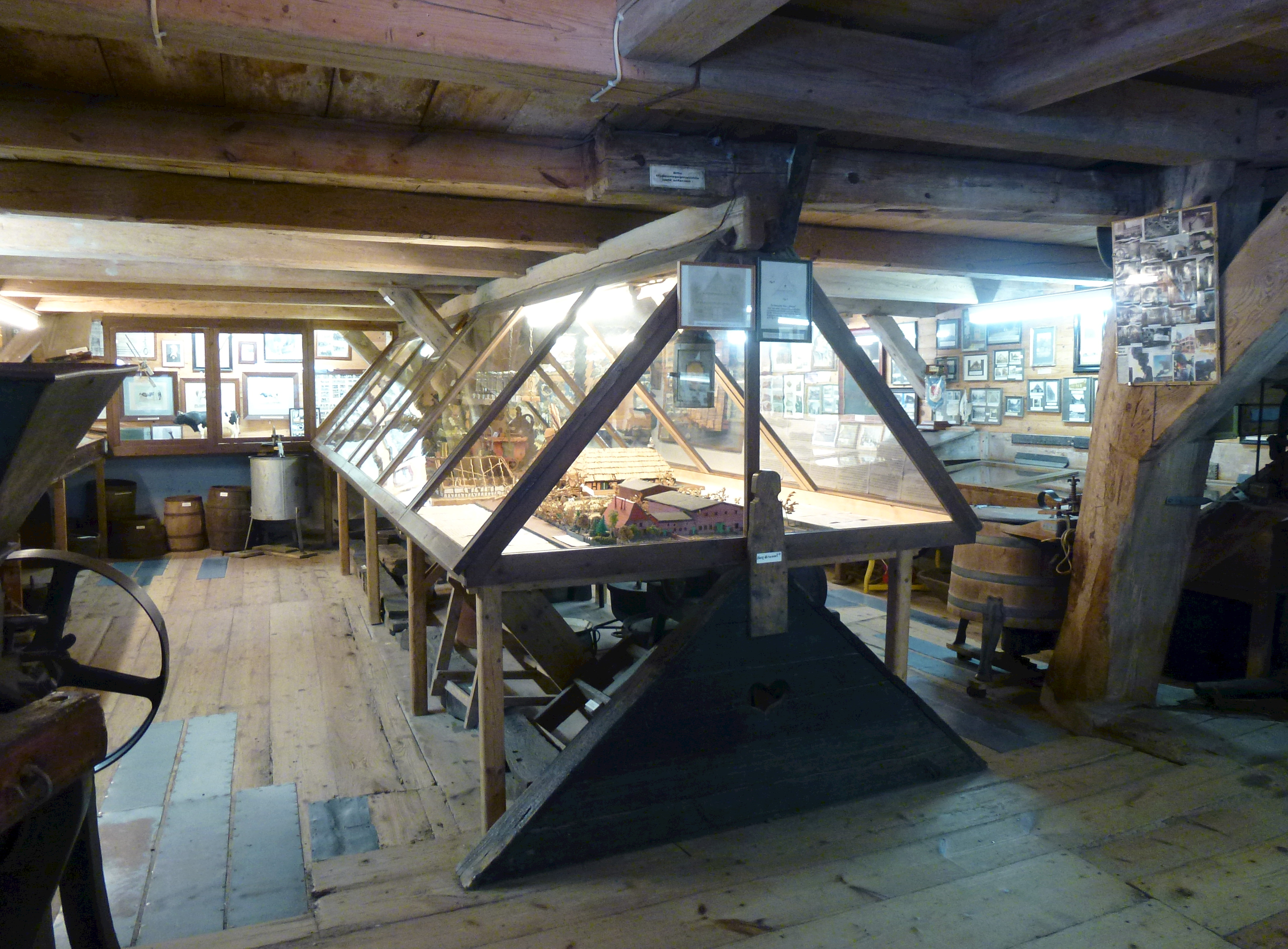
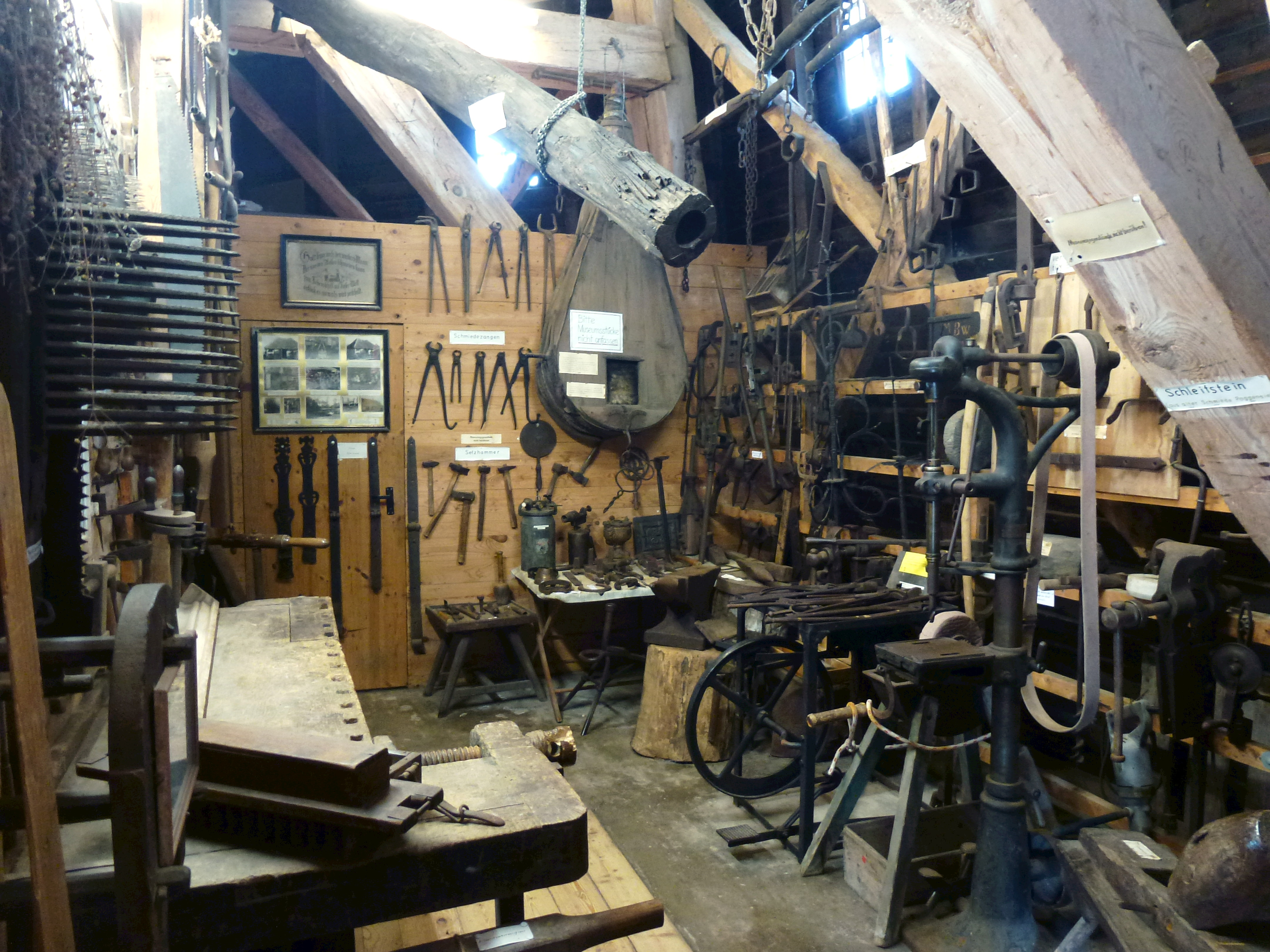